# Мајкл Мансијен
Мајкл Ијан Мансијен (енгл. Michael Mancienne; 8. јануар 1988. у Лондону) је енглески фудбалер пореклом са Сејшела. Игра у одбрани. Тренутно наступа за Нотингем форест.

## Каријера
Мансијен је у редове Челсија дошао као веома млад играч, да би први професионални уговор потписао јануара 2006. Мајкл се убрзо нашао на клупи за резерве али није добијао шансу да заигра. Убрзо затим одлучује да оде у Квинс парк ренџерс на позајмицу. За Квинс парк је одиграо 28 утакмица и убрзо задобио велику наклоност публике. Мансијен је био други на избору за најбољег младог играча КПР-а. Након што је потписао нови уговор са Челсијем до 2010. године одлучује да још једну годину остане у екипи Квинс парк. Након завршетка те сезоне он се враћа у матични клуб, али поново не добија прилуку тако да одлучује да поново оде у неки други клуб на позајмицу, овога пута у Вулверхемптон. За Вулвсе је дебитовао против Свонзија. Након неколико месеци у Вулверхемтону Мансијен се вратио у Лондон 2. јануара 2009. и најзад добио шансу да дебитује. Своју прву утакмицу је одиграо против Вотфорда у ФА купу. Свој Премијерлигашки деби имао је 28. фебруара 2009. против Вигана. Такође, добио је прилику да заигра и у Лиги шампиона против Јувентуса.

### Репрезентација
Мансијен је одбио понуду да заигра за репрезентацију Сејшела али је одбио јер је желео позив Енглеске репрезентације. Фабио Капело га је уврстио у тим који је 15. новембра 2008. играо против Немачке.